# 戦国IXA 千万の覇者
『戦国IXA 千万の覇者』（せんごくイクサ せんばんのはしゃ）は、スクウェア・エニックスが開発・運営し、Yahoo! JAPANのサービス「Yahoo!ゲーム」にて提供されていたソーシャルゲーム。サービス期間は2012年4月23日 - 2021年8月26日。他GREE版・mixi版・dゲーム版も展開された。また、Amebaで『戦国IXA 千万の覇者外伝』が展開される。

## 概要
戦国の世界で、戦国武将を集めて自分だけの軍団を結成し、川中島や桶狭間、関ヶ原など戦場を駆け抜け、天下統一を目指していく。また他のプレイヤーと同盟を組んで協力することも可能。ゲーム性は『戦国IXA』とは異なる。
2012年4月23日よりサービス開始。
2012年8月13日より、フィーチャーフォン版GREEにて、同年同月14日よりスマートフォン版GREEにて、サービスが開始された。ワールドはYahoo!のものと異なる。
2012年10月22日より、mixiゲームにてサービスが開始。ワールドはYahoo!のものと異なる。
2012年12月13日より、dゲームにてサービス開始。ワールドはYahoo!のものと異なる。
2013年10月09日より、スマートフォン版Amebaにて『戦国IXA 千万の覇者外伝』がサービス開始。サイバーエージェントによる提供で、Ameba版限定の要素として、Ameba限定のオリジナルカードやシナリオなどが楽しめるほか、演出の刷新、さらにはBGMも追加される。
2018年10月31日にメジャーアップデートを実施し『戦国IXA 千万の覇者 弐』へとリニューアルされた。
2021年8月26日をもってサービスを終了した。

## ボイスドラマ
2017年5月17日よりオンライン書店「honto」との5周年記念のダブルコラボ企画として、声優朗読劇『本能寺の変～暁の夢～』が配信。全5話。
配信日
- 第一話：2017年5月17日
- 第二話：2017年5月31日
- 第三話：2017年6月7日
- 第四話：2017年6月14日
- 第五話：2017年6月21日

キャスト
- 織田信長 - 大塚明夫
- あやめ - 上坂すみれ
- 森蘭丸 - 山本和臣
- 明智光秀 - 河本啓佑
- 浅井長政 - 寸石和弘
- 羽柴秀吉 - 白川周作
- 柴田勝家 - 佳月大人
- お市 - ブリドカットセーラ恵美
- その他の役 - 八木侑紀、野水伊織、烏田裕志、渡辺隆大、梅井理